# Laguna Casiri Macho
Laguna Casiri Macho är en lagun i Chile.   Den ligger i regionen Región de Arica y Parinacota, i den norra delen av landet, 1 700 km norr om huvudstaden Santiago de Chile. Laguna Casiri Macho ligger 4 839 meter över havet. Arean är 0,35 kvadratkilometer. Den sträcker sig 0,6 kilometer i nord-sydlig riktning, och 0,7 kilometer i öst-västlig riktning.
Omgivningarna runt Laguna Casiri Macho är i huvudsak ett öppet busklandskap. Trakten runt Laguna Casiri Macho är nära nog obefolkad, med mindre än två invånare per kvadratkilometer.